# 曲果岩黄耆
曲果岩黄耆（学名：Hedysarum campylocarpon）为豆科岩黄耆属下的一个种。

## 扩展阅读
- 維基物種上的相關：曲果岩黄耆